# Unirally
Unirally, kendt som Uniracers i NTSC-områder, er et computerspil udviklet af DMA Design og udgivet i 1994 til Super Nintendo Entertainment System.
| computerspil | Spire Denne computerspilsrelaterede artikel er en spire som bør udbygges. Du er velkommen til at hjælpe Wikipedia ved at udvide den. |